# ボルセーナ
ボルセーナ（伊: Bolsena）は、イタリア共和国ラツィオ州ヴィテルボ県にある、人口約3,700人の基礎自治体（コムーネ）。
ボルセーナ湖のほとりに位置する。

## 地理

### 位置・広がり
ヴィテルボ県北部のコムーネ。県都ヴィテルボから北北西へ27kmの距離にある。

#### 隣接コムーネ
隣接するコムーネは以下の通り。括弧内のTRはテルニ県所属を示す。
- バニョレージョ
- カポディモンテ
- カステル・ジョルジョ (TR)
- グラードリ
- モンテフィアスコーネ
- オルヴィエート (TR)
- サン・ロレンツォ・ヌオーヴォ

### 気候分類・地震分類
ボルセーナにおけるイタリアの気候分類 (it) および度日は、zona D, 1932 GGである。
また、イタリアの地震リスク階級 (it) では、zona 2B (sismicità media) に分類される。